# TSL (企業)
株式会社TSLは愛知県豊田市に本社を置く日本の運送会社。愛知陸運株式会社と株式会社ユーネットランスの合弁会社で、主にトヨタグループへの自動車部品輸送の物流サービスを行なっている。

## 沿革
- 2005年（平成17年）2月15日、株式会社TL-NEXUSを設立。2月18日、株式会社TSLに変更。
- 2005年（平成17年）3月 - 株式会社TSLを設立。